# Disporopsis
Disporopsis là một chi thực vật có hoa trong họ Asparagaceae.
Nó chứa các loài bản địa Trung Quốc, Đông Dương và Philippines.
1. Disporopsis aspersa (Hua) Engl. ex Diels - Quảng Tây, Hồ Bắc, Hồ Nam, Tứ Xuyên, Vân Nam.
2. Disporopsis fuscopicta Hance - Philippines, Phúc Kiến, Quảng Đông, Quý Châu, Giang Tây, Quảng Tây, Hồ Nam, Tứ Xuyên, Vân Nam.
3. Disporopsis jinfushanensis Z.Y.Liu - Tứ Xuyên
4. Disporopsis longifolia Craib - Lào, Thái Lan, Việt Nam, Quảng Tây, Vân Nam: Hoàng tinh cách, hoàng tinh lá mọc cách, hoàng tinh hoa trắng, co hán han, néeng lài.
5. Disporopsis luzoniensis (Merr.) J.M.H.Shaw - Luzon
6. Disporopsis pernyi (Hua) Diels - Quảng Đông, Quảng Tây, Quý Châu, Hồ Nam, Giang Tây, Tứ Xuyên, Vân Nam, Chiết Giang, Đài Loan.
7. Disporopsis undulata Tamura & Ogisu - Tứ Xuyên.